# Assa (Calcidica)
Assa o Asera (in greco antico: Ἄσσα o Ἄσσηρα?) era città dell'antica Grecia ubicata nella penisola Calcidica.

## Storia
Viene citata da Erodoto come una delle città —assieme a Piloro, Singo e Sarte— situate nei pressi del monte Athos dove Serse I aveva fatto aprire un canale per consentire il passaggio della sua flotta. In questa città reclutò mercenari, nella sua spedizione del 480 a.C. contro la Grecia.
Successivamente la città fece parte della lega delio-attica visto che è menzionata nella lista delle città tributarie di Atene dal 454 al 433 a.C.
Viene localizzata alla fine del golfo Singitico nella penisola Calcidica.